# TJ Sokol Cerhovice
TJ Sokol Cerhovice (celým názvem: Tělovýchovná jednota Sokol Cerhovice) byl český klub ledního hokeje, který sídlil ve městě Cerhovice ve Středočeském kraji. Založen byl v roce 1948, zanikl v roce 2017. V letech 2010–2017 působil ve Středočeském meziokresním přeboru, šesté české nejvyšší soutěži ledního hokeje.
Své domácí zápasy odehrával v Hořovicích na tamějším zimním stadionu s kapacitou 500 diváků.

## Přehled ligové účasti
Stručný přehled
Zdroj: 
- 2008–2009: Středočeský meziokresní přebor – sk. B (6. ligová úroveň v České republice)
- 2009–2010: Středočeský meziokresní přebor – sk. A (6. ligová úroveň v České republice)
- 2010–2014: Středočeský meziokresní přebor – sk. B (6. ligová úroveň v České republice)
- 2014–2017: Středočeský meziokresní přebor (6. ligová úroveň v České republice)

Jednotlivé ročníky
Zdroj: 
Legenda: ZČ - základní část, červené podbarvení - sestup, zelené podbarvení - postup, fialové podbarvení - reorganizace, změna skupiny či soutěže
| Česko (2008 – 2017) |                                        |           |          |                                       |               |
| Sezóny              | Soutěž                                 | Úroveň    | ZČ       | Play-off, nadstavba, sk. o udržení... | Poznámky      |
| 2008/09             | Středočeský meziokresní přebor – sk. B | 6. úroveň | 5. místo | Skupina o umístění (7. místo)         | Změna skupiny |
| 2009/10             | Středočeský meziokresní přebor – sk. A | 6. úroveň | 8. místo |                                       | Změna skupiny |
| 2010/11             | Středočeský meziokresní přebor – sk. B | 6. úroveň | 6. místo | Předkolo                              |               |
| 2011/12             | Středočeský meziokresní přebor – sk. B | 6. úroveň | 6. místo | Skupina o umístění (12. místo)        |               |
| 2012/13             | Středočeský meziokresní přebor – sk. B | 6. úroveň | 6. místo | Zápas o 11. místo (výhra)             |               |
| 2013/14             | Středočeský meziokresní přebor – sk. B | 6. úroveň | 6. místo | Zápas o 9. místo (výhra)              | Reorganizace  |
| 2014/15             | Středočeský meziokresní přebor         | 6. úroveň | 9. místo |                                       |               |
| 2015/16             | Středočeský meziokresní přebor         | 6. úroveň | 8. místo |                                       |               |
| 2016/17             | Středočeský meziokresní přebor         | 6. úroveň | 7. místo |                                       |               |